# Laurence Julius FitzSimon
Laurence Julius FitzSimon (* 31. Januar 1895 in San Antonio, Texas; † 2. Juli 1958) war ein US-amerikanischer Geistlicher und römisch-katholischer Bischof von Amarillo.

## Leben
Laurence Julius FitzSimon empfing am 17. Mai 1921 das Sakrament der Priesterweihe.
Am 2. August 1941 ernannte ihn Papst Pius XII. zum Bischof von Amarillo. Der Apostolische Delegat in den Vereinigten Staaten, Erzbischof Amleto Giovanni Cicognani, spendete ihm am 22. Oktober desselben Jahres die Bischofsweihe; Mitkonsekratoren waren der Koadjutorbischof von Corpus Christi, Mariano Simon Garriga, und der Weihbischof in Santa Fe, Sidney Matthew Metzger. Die Amtseinführung erfolgte am 5. November 1941.